# Championnat de Guinée de football 2011
Navigation
Saison précédente Saison suivante
La saison 2011 du Championnat de Guinée de football est la 45e édition du championnat de première division guinéenne. Il se déroule sous la forme d’une poule unique avec douze formations, qui s’affrontent à deux reprises. En fin de saison, les trois derniers du classement sont relégués et remplacés par les trois meilleurs clubs de Ligue 2, la deuxième division guinéenne.
C'est le club de Horoya AC qui met un terme au règne de Fello Star, triple tenant du titre, en remportant le championnat cette saison, après avoir terminé en tête du classement final, ne devançant Fello Star qu'à la différence de buts. C'est le dixième titre de champion de Guinée de l'histoire du club.

## Les clubs participants
| Club                   | Ville   | Classement |
| ---------------------- | ------- | ---------- |
| Horoya AC              | Conakry |            |
| Fello Star             | Conakry |            |
| Atlético de Coléah     | Conakry |            |
| Baraka Football Club   | Conakry |            |
| AS Ashanti GB          | Siguiri |            |
| AS Kaloum              | Conakry |            |
| AS Baté Nafandji       | Kindia  |            |
| US Kankan              | Kankan  |            |
| Hafia FC               | Conakry |            |
| CI Kamsar              | Kamsar  |            |
| Étoile de Guinée       | Guinée  |            |
| Sankaran Football Club |         |            |
| FC Séquence de DixinnC | Conakry |            |

## Compétition

### Classement
| Rang | Équipe                  | Pts | J  | G  | N  | P  | Bp | Bc | Diff |
| ---- | ----------------------- | --- | -- | -- | -- | -- | -- | -- | ---- |
| 1    | Horoya AC               | 44  | 22 | 13 | 5  | 4  | 35 | 17 | +18  |
| 2    | Fello StarT             | 44  | 22 | 13 | 5  | 4  | 38 | 19 | +19  |
| 3    | Atlético de Coléah      | 35  | 22 | 11 | 2  | 9  | 25 | 23 | +2   |
| 4    | Baraka Football Club    | 34  | 22 | 9  | 7  | 6  | 26 | 25 | +1   |
| 5    | AS Ashanti GB           | 32  | 22 | 8  | 8  | 6  | 18 | 16 | +2   |
| 6    | ASFAG                   | 30  | 22 | 7  | 9  | 6  | 19 | 17 | +2   |
| 7    | AS Batè Nafadji         | 27  | 22 | 7  | 6  | 9  | 22 | 23 | -1   |
| 8    | spoir de Labé           | 27  | 22 | 6  | 9  | 7  | 25 | 27 | -2   |
| 9    | Hafia FC                | 27  | 22 | 7  | 9  | 6  | 18 | 21 | -3   |
| 10   | Sankaran FCP            | 25  | 22 | 5  | 10 | 7  | 16 | 17 | -1   |
| 11   | Étoile de Guinée        | 21  | 22 | 5  | 6  | 11 | 17 | 36 | -19  |
| 12   | FC Séquence de DixinnPC | 11  | 22 | 2  | 5  | 15 | 7  | 25 | -18  |

|  | Qualification pour la Ligue des champions de la CAF 2012                          |
|  | Qualification pour la Coupe de la confédération 2012                              |
|  | Relégation directe en deuxième division                                           |
|  | T : Tenant du titre C : Vainqueur de la Coupe de Guinée P : Club promu de Ligue 2 |

- Le score de nombreux matchs sont manquants.

## Bilan de la saison
| Championnat de Guinée de football 2011 |                        |
| Champion                               | Horoya AC (10e titre)  |
| Coupes et trophées                     |                        |
| Vainqueur de la Coupe de Guinée 2011   | FC Séquence de Dixinn  |
| Qualifications continentales           |                        |
| Ligue des champions de la CAF 2012     | Horoya AC              |
| Coupe de la confédération 2012         | FC Séquence de Dixinn  |
| Promotions et relégations              |                        |
| Promus en Ligue 1                      | AS Kaloum Star         |
| Promus en Ligue 1                      | Santoba FC             |
| Promus en Ligue 1                      | Satellite FC           |
| Relégués en Ligue 2                    | FC Séquence de Dixinn  |
| Relégués en Ligue 2                    | Étoile de Guinée       |
| Relégués en Ligue 2                    | Sankaran Football Club |